# Kelly Sildaru
Kelly Sildaru (født 17. februar 2002) er en estisk professionel freestyle-skier. Hun er seksdobbelt X Games-guldmedaljevinder , og blev den yngste vinter-X-Games-guldmedaljevinder, da hun vandt Slopestyle i Aspen 2016 i en alder af 13 år. Kelly Sildaru konkurrerer i både Slopestyle, Big Air og HalfPipe.

## OL
Kelly Sildaru var blandt guldfavoritterne op til Vinter-OL 2018, men blev forhindret i at deltage pga. en slem knæskade.
Ved Vinter-OL 2022 stillede Sildaru op i både Big Air, SlopeStyle og HalfPipe, og vandt en bronzemedalje i SlopeStyle.
Hun vandt desuden guld i Slopestyle ved ungdoms-vinter-OL 2020.
| Vinter-OL 2022 | Vinter-OL 2022 |
| -------------- | -------------- |
| Disciplin      | Placering      |
| Slopestyle     | 3. plads       |
| Big Air        | 17. plads      |
| Halfpipe       | 4. plads       |